# Malaysia ai Giochi della XXXII Olimpiade
La Malaysia ha partecipato ai Giochi della XXXII Olimpiade, che si sono svolti a Tokyo, Giappone, dal 23 luglio all'8 agosto 2021 (inizialmente previsti dal 24 luglio al 9 agosto 2020 ma posticipati per la pandemia di COVID-19) con una delegazione di 30 atleti impegnati in 10 discipline.

## Medaglie

### Medaglie per disciplina
| Sport     | Oro | Argento | Bronzo | Totale |
| --------- | --- | ------- | ------ | ------ |
| Ciclismo  | 0   | 1       | 0      | 1      |
| Badminton | 0   | 0       | 1      | 1      |
| Totale    | 0   | 1       | 1      | 2      |

### Medaglie d'argento
| Medaglia | Nome              | Sport    | Evento          |
| -------- | ----------------- | -------- | --------------- |
| Argento  | Azizulhasni Awang | Ciclismo | Keirin maschile |

### Medaglie di bronzo
| Medaglia | Nome                    | Sport     | Evento          |
| -------- | ----------------------- | --------- | --------------- |
| Bronzo   | Aaron Chia Soh Wooi Yik | Badminton | Doppio maschile |

## Delegazione
| Sport            | Uomini | Donne | Totale |
| ---------------- | ------ | ----- | ------ |
| Atletica leggera | 1      | 1     | 2      |
| Badminton        | 4      | 4     | 8      |
| Ciclismo         | 2      | -     | 2      |
| Ginnastica       | 1      | 1     | 2      |
| Golf             | 1      | 1     | 2      |
| Nuoto            | 1      | 1     | 2      |
| Tiro             | -      | 1     | 1      |
| Tiro con l'arco  | 1      | 1     | 2      |
| Tuffi            | -      | 5     | 5      |
| Vela             | 1      | 3     | 4      |
| Totale           | 12     | 18    | 30     |

## Risultati

### Atletica leggera
Maschile
Eventi su campo
| Atleta      | Evento        | Qualificazione | Qualificazione | Finale    | Finale    |
| Atleta      | Evento        | Risultato      | Posizione      | Risultato | Posizione |
| ----------- | ------------- | -------------- | -------------- | --------- | --------- |
| Lee Hup Wei | Salto in alto | NM             | NM             | NM        | NM        |

Femminile
Eventi su pista e strada
| Atleta              | Evento | Batteria  | Batteria  | Semifinale | Semifinale | Finale          | Finale          |
| Atleta              | Evento | Risultato | Posizione | Risultato  | Posizione  | Risultato       | Posizione       |
| ------------------- | ------ | --------- | --------- | ---------- | ---------- | --------------- | --------------- |
| Azreen Nabila Alias | 100 m  | 11"77     | 2ª Q      | 11"91      | 7ª q       | Non qualificata | Non qualificata |

### Badminton
Maschile
| Atleta                  | Evento           | Girone                              | Girone                            | Girone                              | Girone | Ottavi                       | Quarti                              | Semifinale                      | Finale                                   | Finale          |
| Atleta                  | Evento           | Avversario Punteggio                | Avversario Punteggio              | Avversario Punteggio                | Pos.   | Avversario Punteggio         | Avversario Punteggio                | Avversario Punteggio            | Avversario Punteggio                     | Pos.            |
| ----------------------- | ---------------- | ----------------------------------- | --------------------------------- | ----------------------------------- | ------ | ---------------------------- | ----------------------------------- | ------------------------------- | ---------------------------------------- | --------------- |
| Lee Zii Jia             | Singolo maschile | Pochtarov V (21–5, 21–11)           | Leverdez V (21–17, 21–5)          | N.D.                                | 1º Q   | Chen L P (21–8, 19–21, 5–21) | Non qualificato                     | Non qualificato                 | Non qualificato                          | Non qualificato |
| Aaron Chia Soh Wooi Yik | Doppio maschile  | Choi S-g / Seo S-j V (24–22, 21–15) | Ahsan / Setiawan P (16–21, 19–21) | Jason H-S / Yakura V (21–15, 21–13) | 2ª Q   | N.D.                         | Gideon / Sukamuljo V (21–14, 21–17) | Li Jh / Liu Yc P (22–24, 13–21) | Ahsan / Setiawan P (17–21, 21–17, 21–14) |                 |

Femminile
| Atleta                      | Evento            | Girone                          | Girone                                    | Girone                         | Girone | Ottavi               | Quarti               | Semifinale           | Finale               | Finale          |
| Atleta                      | Evento            | Avversario Punteggio            | Avversario Punteggio                      | Avversario Punteggio           | Pos.   | Avversario Punteggio | Avversario Punteggio | Avversario Punteggio | Avversario Punteggio | Pos.            |
| --------------------------- | ----------------- | ------------------------------- | ----------------------------------------- | ------------------------------ | ------ | -------------------- | -------------------- | -------------------- | -------------------- | --------------- |
| Soniia Cheah Su Ya          | Singolo femminile | Sárosi V W/O                    | Intanon P (21–19, 18–21, 10–21)           | N.D.                           | 2ª     | Non qualificata      | Non qualificata      | Non qualificata      | Non qualificata      | Non qualificata |
| Chow Mei Kuan Lee Meng Yean | Doppio femminile  | Polii / Rahayu P (14–21, 17–21) | Fukushima / Hirota P (21–17, 15–21, 8–21) | Birch / Smith V (21–19, 21–16) | 3ª     | N.D.                 | Non qualificate      | Non qualificate      | Non qualificate      | Non qualificate |

Misto
| Atleta                      | Evento       | Girone                                     | Girone                               | Girone                            | Girone | Quarti               | Semifinale           | Finale               | Finale          |
| Atleta                      | Evento       | Avversario Punteggio                       | Avversario Punteggio                 | Avversario Punteggio              | Pos.   | Avversario Punteggio | Avversario Punteggio | Avversario Punteggio | Pos.            |
| --------------------------- | ------------ | ------------------------------------------ | ------------------------------------ | --------------------------------- | ------ | -------------------- | -------------------- | -------------------- | --------------- |
| Chan Peng Soon Goh Liu Ying | Doppio misto | Tang C M / Tse Y S V (18–21, 21–10, 16–21) | Lamsfuß / Herttrich P (12–21, 15–21) | Wang Yy/Huang Dp P (13–21, 19–21) | 4ª Q   | Non qualificati      | Non qualificati      | Non qualificati      | Non qualificati |

### Ciclismo

#### Ciclismo su pista
Velocità
| Atleta              | Evento            | Qualificazione    | Qualificazione | Round 1          | R1                                     | Round 2          | R2                             | Round 3          | R3               | Quarti           | Semifinale       | Finale           | Finale          |
| Atleta              | Evento            | Tempo Velocità    | Pos.           | Avversario Tempo | Avversario Tempo                       | Avversario Tempo | Avversario Tempo               | Avversario Tempo | Avversario Tempo | Avversario Tempo | Avversario Tempo | Avversario Tempo | Pos.            |
| ------------------- | ----------------- | ----------------- | -------------- | ---------------- | -------------------------------------- | ---------------- | ------------------------------ | ---------------- | ---------------- | ---------------- | ---------------- | ---------------- | --------------- |
| Azizulhasni Awang   | Velocità maschile | 9"626 74,797 km/h | 17º Q          | Kenny P          | Mitchell Quintero V 10"056 71,599 km/h | Paul P           | Wammes V 10"131 71,069 km/h    | Hoogland P       | Wakimoto Kenny P | Non qualificato  | Non qualificato  | Non qualificato  | Non qualificato |
| Shah Firdaus Sahrom | Velocità maschile | 9"700 74,227 km/h | 23º Q          | Lavreysen P      | Rudyk Barrette V 9"667 74,480 km/h     | Carlin P         | Rajkowski V 10"317 69,788 km/h | Lavreysen P      | Vigier Webster P | Non qualificato  | Non qualificato  | Non qualificato  | Non qualificato |

Keirin
| Atleta              | Evento          | Round 1   | Ripescaggio | Round 2   | Semifinale      | Finale          |
| Atleta              | Evento          | Posizione | Posizione   | Posizione | Posizione       | Posizione       |
| ------------------- | --------------- | --------- | ----------- | --------- | --------------- | --------------- |
| Azizulhasni Awang   | Keirin maschile | 1º Q      | Bye         | 2º Q      | 1º Q            |                 |
| Shah Firdaus Sahrom | Keirin maschile | DNF R     | 2º Q        | 6º        | Non qualificato | Non qualificato |

### Ginnastica

#### Ginnastica artistica
Maschile
| Atleta        | Evento               | Qualificazione | Qualificazione | Qualificazione | Qualificazione | Qualificazione | Qualificazione | Qualificazione | Qualificazione | Finale          | Finale          | Finale          | Finale          | Finale          | Finale          | Finale          | Finale          |
| Atleta        | Evento               | Attrezzo       | Attrezzo       | Attrezzo       | Attrezzo       | Attrezzo       | Attrezzo       | Totale         | Pos.           | Attrezzo        | Attrezzo        | Attrezzo        | Attrezzo        | Attrezzo        | Attrezzo        | Totale          | Pos.            |
| Atleta        | Evento               | CL             | C              | A              | V              | P              | S              | Totale         | Pos.           | CL              | C               | A               | V               | P               | S               | Totale          | Pos.            |
| ------------- | -------------------- | -------------- | -------------- | -------------- | -------------- | -------------- | -------------- | -------------- | -------------- | --------------- | --------------- | --------------- | --------------- | --------------- | --------------- | --------------- | --------------- |
| Loo Phay Xing | Concorso individuale | 13.100         | 12.266         | 7.700          | 12.466         | 10.200         | 11.766         | 67.498         | 62º            | Non qualificato | Non qualificato | Non qualificato | Non qualificato | Non qualificato | Non qualificato | Non qualificato | Non qualificato |

Femminile
| Atleta               | Evento               | Qualificazione | Qualificazione | Qualificazione | Qualificazione | Qualificazione | Qualificazione | Finale          | Finale          | Finale          | Finale          | Finale          | Finale          |
| Atleta               | Evento               | Attrezzo       | Attrezzo       | Attrezzo       | Attrezzo       | Totale         | Pos.           | Attrezzo        | Attrezzo        | Attrezzo        | Attrezzo        | Totale          | Pos.            |
| Atleta               | Evento               | CL             | V              | T              | P              | Totale         | Pos.           | CL              | V               | T               | P               | Totale          | Pos.            |
| -------------------- | -------------------- | -------------- | -------------- | -------------- | -------------- | -------------- | -------------- | --------------- | --------------- | --------------- | --------------- | --------------- | --------------- |
| Farah Ann Abdul Hadi | Concorso individuale | 12.233         | 13.166         | 11.566         | 11.600         | 48.565         | 68ª            | Non qualificata | Non qualificata | Non qualificata | Non qualificata | Non qualificata | Non qualificata |

### Golf
| Atleta      | Torneo    | Round 1   | Round 2   | Round 3   | Round 4   | Totale    | Totale | Totale    |
| Atleta      | Torneo    | Punteggio | Punteggio | Punteggio | Punteggio | Punteggio | Par    | Posizione |
| ----------- | --------- | --------- | --------- | --------- | --------- | --------- | ------ | --------- |
| Gavin Green | Maschile  | 74        | 72        | 70        | 72        | 288       | +4     | 57º       |
| Kelly Tan   | Femminile | 73        | 73        | 72        | 64        | 282       | −2     | 34ª       |

### Nuoto
Maschile
| Atleta       | Evento                      | Batterie | Batterie  | Semifinali      | Semifinali      | Finale          | Finale          |
| Atleta       | Evento                      | Tempo    | Posizione | Tempo           | Posizione       | Tempo           | Posizione       |
| ------------ | --------------------------- | -------- | --------- | --------------- | --------------- | --------------- | --------------- |
| Welson Sim   | 200 m stile libero maschili | 1'49"24  | 32º       | Non qualificato | Non qualificato | Non qualificato | Non qualificato |
| Welson Sim   | 400 m stile libero maschili | 3'58"25  | 33º       | N.D.            | N.D.            | Non qualificato | Non qualificato |
| Phee Jinq En | 100 m rana femminili        | 1'08"40  | 29ª       | Non qualificata | Non qualificata | Non qualificata | Non qualificata |
| Phee Jinq En | 200 m rana femminili        | 2'32"57  | 31ª       | Non qualificata | Non qualificata | Non qualificata | Non qualificata |

### Tiro a segno/volo
| Atleta                 | Evento                              | Qualificazione | Qualificazione | Finale          | Finale          |
| Atleta                 | Evento                              | Punteggio      | Classifica     | Punteggio       | Classifica      |
| ---------------------- | ----------------------------------- | -------------- | -------------- | --------------- | --------------- |
| Nur Suryani Mohd Taibi | Carabina 50 m 3 posizioni femminile | 1142           | 34ª            | Non qualificata | Non qualificata |

### Tiro con l'arco
| Atleta                                   | Evento                | Classificazione | Classificazione | 64-esimi             | 32-esimi             | 16-esimi             | Quarti               | Semifinali           | Finale / FB          | Pos.            |
| Atleta                                   | Evento                | Punteggio       | Pos.            | Avversario Punteggio | Avversario Punteggio | Avversario Punteggio | Avversario Punteggio | Avversario Punteggio | Avversario Punteggio | Pos.            |
| ---------------------------------------- | --------------------- | --------------- | --------------- | -------------------- | -------------------- | -------------------- | -------------------- | -------------------- | -------------------- | --------------- |
| Khairul Anuar Mohamad                    | Individuale maschile  | 661             | 20º             | Vikström V 6–5       | Wang Dp V 6–5        | Kim W-j P 0–6        | Non qualificato      | Non qualificato      | Non qualificato      | Non qualificato |
| Syaqiera Mashayikh                       | Individuale femminile | 630             | 43ª             | Osipova P 4–6        | Non qualificata      | Non qualificata      | Non qualificata      | Non qualificata      | Non qualificata      | Non qualificata |
| Khairul Anuar Mohamad Syaqiera Mashayikh | Squadra mista         | 1291            | 19ª             | N.D.                 | N.D.                 | Non qualificata      | Non qualificata      | Non qualificata      | Non qualificata      | Non qualificata |

### Tuffi
| Atleta                         | Evento                            | Preliminari | Preliminari | Semifinale      | Semifinale      | Finale          | Finale          |
| Atleta                         | Evento                            | Punti       | Classifica  | Punti           | Classifica      | Punti           | Classifica      |
| ------------------------------ | --------------------------------- | ----------- | ----------- | --------------- | --------------- | --------------- | --------------- |
| Nur Dhabitah Sabri             | Trampolino 3 m femminile          | 291,60      | 10ª Q       | 312,60          | 6ª Q            | 326,15          | 4ª              |
| Ng Yan Yee                     | Trampolino 3 m femminile          | 251,95      | 20ª         | Non qualificata | Non qualificata | Non qualificata | Non qualificata |
| Cheong Jun Hoong               | Piattaforma 10 m femminile        | 251,80      | 26ª         | Non qualificata | Non qualificata | Non qualificata | Non qualificata |
| Pandelela Rinong               | Piattaforma 10 m femminile        | 284,90      | 18ª Q       | 315,75          | 7ª Q            | 245,85          | 12ª             |
| Leong Mun Yee Pandelela Rinong | Piattaforma 10 m sincro femminile | N.D.        | N.D.        | N.D.            | N.D.            | 277,98          | 8ª              |

### Vela
| Atleta                                   | Evento          | Regata | Regata | Regata | Regata | Regata | Regata | Regata | Regata | Regata | Regata | Regata | Regata | Regata | Punteggio Totale | Punteggio Netto | Classifica |
| Atleta                                   | Evento          | 1      | 2      | 3      | 4      | 5      | 6      | 7      | 8      | 9      | 10     | 11     | 12     | M      | Punteggio Totale | Punteggio Netto | Classifica |
| ---------------------------------------- | --------------- | ------ | ------ | ------ | ------ | ------ | ------ | ------ | ------ | ------ | ------ | ------ | ------ | ------ | ---------------- | --------------- | ---------- |
| Khairulnizam Mohd Afendy                 | Laser maschile  | 26     | 14     | 28     | 29     | 18     | 13     | 26     | 28     | 23     | 20     | N.D.   | N.D.   | EL     | 225              | 196             | 28º        |
| Nur Shazrin Mohamad Latif                | Laser femminile | 3      | 25     | 33     | 14     | 30     | 34     | 28     | 30     | 16     | 15     | N.D.   | N.D.   | EL     | 228              | 194             | 26ª        |
| Nuraisyah Jamil Juni Karimah Noor Jamali | 470 femminile   | 16     | 18     | 17     | 20     | 19     | 20     | 20     | 22DNF  | 17     | 11     | N.D.   | N.D.   | EL     | 180              | 158             | 19ª        |